# APOBEC3B
APOBEC3B‏ (Apolipoprotein B mRNA editing enzyme catalytic subunit 3B) هوَ بروتين يُشَفر بواسطة جين APOBEC3B في الإنسان.